# Accord pour le progrès de la Catalogne
 (novembre 2018).
Si vous disposez d'ouvrages ou d'articles de référence ou si vous connaissez des sites web de qualité traitant du thème abordé ici, merci de compléter l'article en donnant les références utiles à sa vérifiabilité et en les liant à la section « Notes et références ».
L'Accord pour le progrès de la Catalogne (en catalan : Entesa pel Progrés de Catalunya et en espagnol : Acuerdo para el Progreso de Cataluña) est une ancienne coalition électorale catalane constituée à l'occasion des élections générales espagnoles de 2011 au Sénat et ayant remplacé l'Accord catalan pour le progrès. Elle est dissoute en 2015.

## Composition
La coalition est composée du Parti des socialistes de Catalogne, de la Gauche unie et alternative et de l'Initiative pour la Catalogne Verts.